# Дрегоєшть (Сучава)
Дрегоєшть, Дрегоєшті (рум. Drăgoiești) — село у повіті Сучава в Румунії. Входить до складу комуни Дрегоєшть.
Село розташоване на відстані 345 км на північ від Бухареста, 17 км на південний захід від Сучави, 121 км на захід від Ясс.

## Населення
За даними перепису населення 2002 року у селі проживали 1756 осіб. Усі жителі села рідною мовою назвали румунську.
Національний склад населення села:
| Національність | Кількість осіб | Відсоток |
| -------------- | -------------- | -------- |
| румуни         | 1703           | 97,0%    |
| цигани         | 53             | 3,0%     |